# Tricalysia angolensis
Tricalysia angolensis är en måreväxtart som beskrevs av Achille Richard och Dc.. Tricalysia angolensis ingår i släktet Tricalysia och familjen måreväxter.
Artens utbredningsområde är Angola. Inga underarter finns listade i Catalogue of Life.